# Tidsgräns
| Tidsgräns |
| --- |
| Det engelska deadline har fått internationell användning som benämning för tidsgräns i projektsammanhang. - Betydelse – tidpunkt då något måste vara gjort eller färdigt - Olika ord – tidsgräns, deadline, manusstopp - Relaterat ord – frist och andra ord (andrum, anstånd, nådatid, respit, rådrum och uppskov) för senarelagd tidsgräns |

En tidsgräns eller deadline (en.: /'dedlain/) är en tidpunkt då något måste vara gjort eller färdigt. När denna tidpunkt är passerad har man "passerat deadline". Ordet deadline härrör från ett fängelses gränslinje.
En förlängning av en tidsgräns är en frist.

## Bakgrund och användning

### Olika ord
På svenska används flera ord för ungefär samma betydelse. Tidsgräns är det allmänna, beskrivande ordet. Engelskans deadline har kommit att användas flitigt i redaktionella sammanhang, som en beteckning för tidpunkten då inga ytterligare ändringar kan göras i manus eller bildmaterial. Ett annat liknande ord är manusstopp, som specifikt syftar på den sista tidpunkten för att göra färdigt eller leverera ett manuskript.

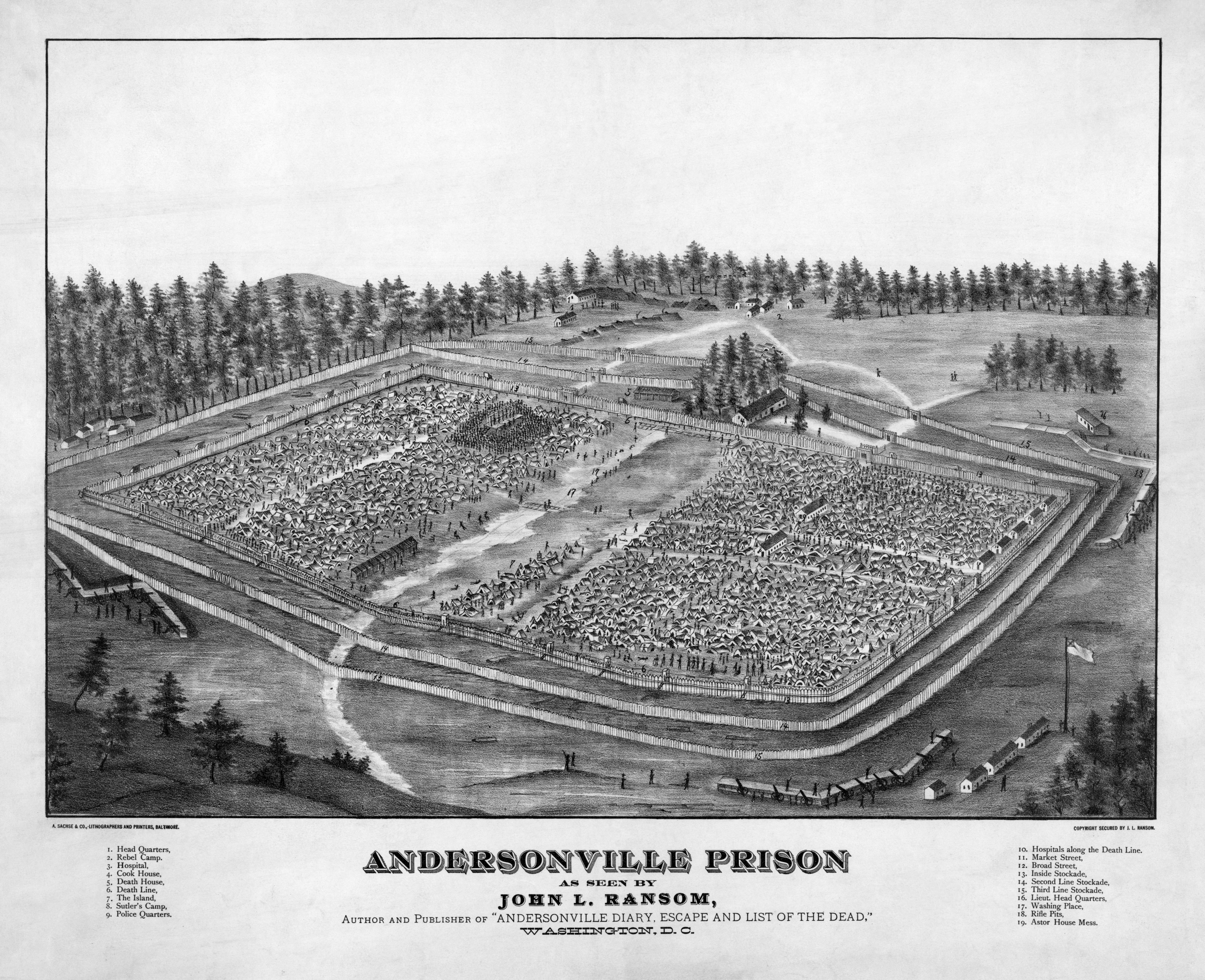
Andersonvillefängelset, ett av de fångläger där begreppet deadline myntades.

### Deadline
Termen deadline härrör från fångläger i krigstid, och den syftade på en gränslinje. Den fånge som överträdde denna gränslinje kunde bli skjuten av lägervakterna.
Gränslinjen i fångläger under amerikanska inbördeskriget – exempelvis Andersonvillefängelset och Douglaslägret – befann sig "innanför palissaden, cirka 19 fot från palissaden", en gräns som fångarna förbjöds att passera. Gränslinjen syftade till att förhindra fångarna från att klättra över stängslet/muren eller att tillverka tunnlar under det/den.
Begreppet deadline kom så småningom att få en överförd betydelse, kanske för förtydliga vikten av en tidsgräns. I engelska språket är time limit ('tidsgräns') det mer specifika ordet utan koppling till fysisk gränslinje.

## Förlängning av tidsgräns
Ett senareläggande av en tidsgräns benämns i svenskan ofta med ordet frist (efter fornsvenskans fræst, frest eller frist, delvis påverkat av tyskans likalydande Frist). Andra ord med samma innebörd är andrum, anstånd, nådatid, respit, rådrum och uppskov.
- Andrum (fornsvenska: andarum) används ofta i allmän betydelse, i samband med stressade lägen.[8]
- Anstånd (efter lågtyska anstant och tyska Anstand, i svensk skrift sedan 1538) används mycket inom juridiska och administrativa sammanhang, där man kan få anstånd med en värnpliktstjänstgöring eller amorteringar; även orden anstå och anständig har samma etymologiska bakgrund.[9]
- Nådatid (i svensk skrift sedan 1872) är kopplat till nåd är kopplat till att någon – i sin nådighet – ger denna förlängning av projekttiden.[10]
- Respit (äldre franskans respit – numera répit, från lat. respectus, 'tillbakablick'; i svensk skrift sedan 1872) har en vid användning inom juridik, där ett företag exempelvis få respit med att tillämpa nya bestämmelser.[10]
- Rådrum (fornsvenska: radha rum) syftar främst på en extra tid för eftertanke innan beslut eller handling äger rum.[8]
- Uppskov (lågtyska: uppschov, i svensk skrift sedan 1544) är ytterligare ett allmänt begrepp för en utsträckt tidsfrist innan en handling eller ett uppdrag måste vara gjord/gjort. Man kan få uppskov med en betalning.[10]